# Йегер, Густав (художник)
Густав Йегер (нем. Gustav Jäger; 1808—1871) — немецкий художник, мастер исторической живописи; директор Лейпцигской академии художеств.

## Биография
Густав Йегер родился 12 июля 1808 года в городе Лейпциге. Учился сперва в Лейпцигской академии искусств у Фейта Шнорр фон Карольсфельда, затем короткое время в Дрезденской высшей школе изобразительных искусств, продолжив обучение художественному мастерству в Мюнхенской академии художеств, под руководством Юлиуса Шнорра фон Карольсфельда.
Из Мюнхена Йегер направился совершенствовать технику рисования в город Рим.
Вернувшись в Германию Густав Йегер принимал участие в украшении фресковой живописью галерей, прилегающих к королевскому двору; исполнил фрески в Веймарском великогерцогском дворце, в Нибелунговской зале, в Мюнхене, и других местах.
Его талант и трудолюбие было замечено и в 1847 году он был утверждён на посту директора Лейпцигской академии художеств.
Густав Йегер умер 19 апреля 1871 года в родном городе.
Из картин Йегера, написанных масляными красками, самые удачные: «Мария Магдалина у ног Спасителя», «Положение во гроб» (наход. в Лейпцигском музее), «Молитва Моисея во время битвы израильтян с амалекитянами» и «Сон Софрония». Богатство и обдуманность композиции составляют главные качества его произведений, проявившиеся лучше всего в его иллюстрациях к Библии, изданной Коттою.
Среди его известных учеников - Людвиг фон Хофманн-Цейц.